# Alonte
Alonte é uma comuna italiana da região do Vêneto, província de Vicenza, com cerca de 1.239 habitantes. Estende-se por uma área de 10 km², tendo uma densidade populacional de 124 hab/km². Faz fronteira com Lonigo, Orgiano, San Germano dei Berici.

## Demografia
| Variação demográfica do município entre 1861 e 2011                               |
|                                                                                   |
| Fonte: Istituto Nazionale di Statistica (ISTAT) - Elaboração gráfica da Wikipedia |